# Білоусовка (Успенський район)
Білоу́совка (каз. Белоусовка) — село у складі Успенського району Павлодарської області Казахстану. Входить до складу Успенського сільського округу.
Населення — 312 осіб (2021; 320 у 2009, 598 у 1999, 784 у 1989).
Національний склад станом на 1989 рік:
- українці — 38 %
- казахи — 26 %